# Angèle Chevrin
Pour les articles homonymes, voir Chevrin.
Angèle Chevrin, née le 1er juillet 1911 à Bocognano (Corse) et morte le 26 novembre 1998 à Paris 11e, est une femme politique française. Membre du Parti communiste français, elle est députée du Cher (1950-1951).

## Biographie

### Engagement au parti communiste
Fille d'un marin et d'une agricultrice, Angèle Giacomoni travaille comme employée de bureau au trésor public à Ajaccio après l'obtention de son brevet élémentaire.
Elle adhère alors au Parti communiste, puis travaille comme ouvrière dans une usine parisienne à partir de 1935. En 1937, elle devient secrétaire d'une cellule communiste du 11e arrondissement.
Elle quitte cependant la capitale en 1939, pour Bourges où elle entame une formation en pyrotechnie.  

### Seconde Guerre mondiale
Pendant la guerre, Angèle Chevrin s'engage, tout comme son mari, Louis Chevrin, lui aussi communiste, dans la résistance dans le Cher en compagnie de Marcel Cherrier. Le couple est arrêté par l'occupant nazi à Bourges le 3 avril 1943. Angèle Chevrin est relâchée de la prison d’Orléans en juillet 1943, son mari est fusillé le 8 octobre 1943.
Louis lui adresse ces derniers mots : "Voici ma dernière lettre. Dans une heure, c’en sera fini. Ma dernière pensée sera pour toi. Je sais que tu seras courageuse. Tu ne peux savoir combien tu m’as soutenu dans ces moments difficiles. Je ne regrette rien, ayant la ferme conviction d’avoir uniquement servi mon pays. Je te serre tendrement sur mon cœur. Bien, bien grosse bise."
Angèle poursuit l'action clandestine au sein de la structure parisienne de l'Union des femmes françaises.

### Carrière politique
À l'automne 1944, Angèle Chevrin revient à Bourges, dont elle est élue conseillère municipale en 1945. Candidate en octobre 1945, puis en juin et novembre 1946, sur la liste communiste pour les élections de l'assemblée constituante, puis les législatives, dans le Cher, elle n'est pas élue, car figurant en troisième position.
Elle retourne d'ailleurs à Paris en 1947, pour prendre le poste de secrétaire nationale de l'UFF.
En mars 1950, à la suite de la démission du député Henri Lozeray, Angèle Chevrin devient députée. À l'assemblée, elle est très active en tribune, défendant les positions communistes.
De nouveau candidate aux législatives en 1951, elle fait les frais du système des apparentements : bien que placée en deuxième position sur la liste communiste qui obtient 35 % des voix, elle n'est pas élue.

### Vie privée
En 1953, Angèle Chevrin épouse le député communiste Arthur Giovoni, et s'éloigne de la vie politique, n'étant pas candidate aux législatives en 1956.

## Détail des fonctions et des mandats
Mandat parlementaire
- 31 mars 1950 - 4 juillet 1951 : Députée du Cher